# 부전강
부전강(赴戰江)은 함경남도 부전군의 고대산(高大山, 1,768m)에서 발원하여 김정숙군 신흥로동자구(新興勞動者區)의 강구포(江口浦)에서 장진강에 합류하는 강이다. 길이는 121km이다. 부전령산맥을 분수계로 하며, 부전령산맥 이북의 물은 북쪽으로 흘러 결국에는 압록강에 합류한다. 부전강 발전소가 설치되어 유역변경식 발전으로 전력을 생산한다.